# Psychotria lepidocalyx
Psychotria lepidocalyx är en måreväxtart som beskrevs av Spencer Le Marchant Moore. Psychotria lepidocalyx ingår i släktet Psychotria och familjen måreväxter. Inga underarter finns listade i Catalogue of Life.